# Lijst van voetbalinterlands Noorwegen - Zwitserland
Deze lijst van voetbalinterlands is een overzicht van alle officiële voetbalwedstrijden tussen de nationale teams van Noorwegen en Zwitserland. De landen hebben tot op heden negentien keer tegen elkaar gespeeld. De eerste ontmoeting was een vriendschappelijke wedstrijd in Kristiania op 21 juni 1923. Het laatste duel, een kwalificatiewedstrijd voor het Wereldkampioenschap voetbal 2014, werd gespeeld in Oslo op 10 september 2013.

## Wedstrijden
| №  | Plaats     | Datum             | Competitie           | Wedstrijd               | Uitslag |
| -- | ---------- | ----------------- | -------------------- | ----------------------- | ------- |
| 1  | Kristiania | 21 juni 1923      | Vriendschappelijk    | Noorwegen − Zwitserland | 2 − 2   |
| 2  | Oslo       | 19 juni 1930      | Vriendschappelijk    | Noorwegen − Zwitserland | 3 − 0   |
| 3  | Zürich     | 3 november 1935   | Vriendschappelijk    | Zwitserland − Noorwegen | 2 − 0   |
| 4  | Oslo       | 18 juni 1936      | Vriendschappelijk    | Noorwegen − Zwitserland | 1 − 2   |
| 5  | Zürich     | 3 november 1963   | Vriendschappelijk    | Zwitserland − Noorwegen | 0 − 2   |
| 6  | Bergen     | 1 juli 1964       | Vriendschappelijk    | Noorwegen − Zwitserland | 3 − 2   |
| 7  | Oslo       | 8 september 1976  | WK 1978 kwalificatie | Noorwegen − Zwitserland | 1 − 0   |
| 8  | Bern       | 30 oktober 1977   | WK 1978 kwalificatie | Zwitserland − Noorwegen | 1 − 0   |
| 9  | Bern       | 29 oktober 1980   | WK 1982 kwalificatie | Zwitserland − Noorwegen | 1 − 2   |
| 10 | Oslo       | 17 juni 1981      | WK 1982 kwalificatie | Noorwegen − Zwitserland | 1 − 1   |
| 11 | Oslo       | 12 september 1984 | WK 1986 kwalificatie | Noorwegen − Zwitserland | 0 − 1   |
| 12 | Luzern     | 13 november 1985  | WK 1986 kwalificatie | Zwitserland − Noorwegen | 1 − 1   |
| 13 | Bern       | 10 november 1996  | WK 1998 kwalificatie | Zwitserland − Noorwegen | 0 − 1   |
| 14 | Oslo       | 10 september 1997 | WK 1998 kwalificatie | Noorwegen − Zwitserland | 5 − 0   |
| 15 | Lugano     | 29 maart 2000     | Vriendschappelijk    | Zwitserland − Noorwegen | 2 − 2   |
| 16 | Oslo       | 17 augustus 2005  | Vriendschappelijk    | Noorwegen − Zwitserland | 0 − 2   |
| 17 | Genève     | 14 november 2009  | Vriendschappelijk    | Zwitserland − Noorwegen | 0 − 1   |
| 18 | Bern       | 12 oktober 2012   | WK 2014 kwalificatie | Zwitserland − Noorwegen | 1 − 1   |
| 19 | Oslo       | 10 september 2013 | WK 2014 kwalificatie | Noorwegen − Zwitserland | 0 − 2   |

## Samenvatting
| Competitie        | Totaal gespeeld | Winst Noorwegen | Gelijk | Winst Zwitserland | Doelsaldo Noorwegen – Zwitserland |
| ----------------- | --------------- | --------------- | ------ | ----------------- | --------------------------------- |
| WK-kwalificatie   | 10              | 4               | 3      | 3                 | 12 − 8                            |
| Vriendschappelijk | 9               | 4               | 2      | 3                 | 14 − 12                           |
| Totaal            | 19              | 8               | 5      | 6                 | 26 − 20                           |

## Details

### Negende ontmoeting
| WK 1982 kwalificatie (Bern, Zwitserland, 29 oktober 1980): |       |                                   |
| Zwitserland                                                | 1 – 2 | Noorwegen                         |
| Umberto Barberis 49'                                       | goals | 5' Åge Hareide 79' Svein Mathisen |

### Tiende ontmoeting
| WK 1982 kwalificatie (Oslo, Noorwegen, 17 juni 1981): |       |                      |
| Noorwegen                                             | 1 – 1 | Zwitserland          |
| Vidar Davidsen 83'                                    | goals | 65' Umberto Barberis |

### Twaalfde ontmoeting
| WK 1986 kwalificatie (Luzern, Zwitserland, 13 november 1985):                           |       |                |
| Zwitserland                                                                             | 1 – 1 | Noorwegen      |
| Christian Matthey 53'                                                                   | goals | 39' Tom Sundby |
| - 26ste en laatste interland van doelman Karl Engel (Neuchâtel Xamax) voor Zwitserland. |       |                |

### Dertiende ontmoeting
| WK 1998 kwalificatie (Bern, Zwitserland, 10 november 1996): |       |                        |
| Zwitserland                                                 | 0 – 1 | Noorwegen              |
|                                                             | goals | 32' Øyvind Leonhardsen |

### Veertiende ontmoeting
| WK 1998 kwalificatie (Oslo, Noorwegen, 10 september 1997):                                     |       |             |
| Noorwegen                                                                                      | 5 – 0 | Zwitserland |
| Jahn Ivar Jakobsen 46' Ståle Solbakken 50' Dan Eggen 65' Egil Østenstad 74' Tore André Flo 85' | goals |             |

### Zeventiende ontmoeting
| Vriendschappelijk (Genève, Zwitserland, 14 november 2009): |       |                       |
| Zwitserland | 0 – 1 | Noorwegen             |
| | goals | 48' (pen.) John Carew |
| - Debuut van Heinz Barmettler (FC Zürich) en Albert Bunjaku (FC Nürnberg) voor Zwitserland. - Eerste en enige nederlaag van Zwitserland in 2009. - Debuut van Espen Ruud (OB Odense) voor Noorwegen. |       |                       |

NFF · A-internationals · Selecties · Bondscoaches · Noors vrouwenelftal · Olympisch elftal · Noorwegen U21 · Noorwegen U20 · Noorwegen U19 · Noorwegen U18 · Noorwegen U17 · Noorwegen U16 · Vrouwen U17
1908 – 1919 ·
1920 – 1929 ·
1930 – 1939 ·
1940 – 1949 ·
1950 – 1959 ·
1960 – 1969 ·
1970 – 1979 ·
1980 – 1989 ·
1990 – 1999 ·
2000 – 2009 ·
2010 – 2019 ·
2020 − 2029
EK 2000
WK 1938 ·
WK 1994 ·
WK 1998
OS 1912 · 
OS 1920 · 
OS 1936 · 
OS 1952 · 
OS 1984
1908 ·
1909 ·
1910 ·
1911 ·
1912 · 
1913 · 
1914 · 
1915 · 
1916 · 
1917 · 
1918 · 
1919 · 
1920 · 
1921 · 
1922 · 
1923 · 
1924 · 
1925 · 
1926 · 
1927 · 
1928 · 
1929 · 
1930 · 
1931 · 
1932 · 
1933 · 
1934 · 
1935 · 
1936 · 
1937 · 
1938 · 
1939 · 
1940 – 1944 · 
1945 · 
1946 · 
1947 · 
1948 · 
1949 · 
1950 · 
1952 · 
1952 · 
1953 · 
1954 · 
1955 · 
1956 · 
1957 · 
1958 · 
1959 · 
1960 · 
1961 · 
1962 · 
1963 · 
1964 · 
1965 · 
1966 · 
1967 · 
1968 · 
1969 · 
1970 · 
1971 · 
1972 · 
1973 · 
1974 · 
1975 · 
1976 · 
1977 · 
1978 · 
1979 · 
1980 · 
1981 · 
1982 · 
1983 · 
1984 · 
1985 · 
1986 · 
1987 · 
1988 · 
1989 · 
1990 ·
1991 · 
1992 · 
1993 · 
1994 · 
1995 · 
1996 · 
1997 · 
1998 · 
1999 · 
2000 · 
2001 · 
2002 · 
2003 · 
2004 · 
2005 · 
2006 · 
2007 · 
2008 · 
2009 · 
2010 · 
2011 · 
2012 · 
2013 · 
2014 · 
2015 · 
2016 · 
2017 · 
2018 ·
2019 ·
2020 ·
2021 ·
2022 ·
2023 ·
2024
Albanië ·
Argentinië ·
Armenië ·
Australië ·
Azerbeidzjan ·
Bahrein ·
België ·
Bermuda ·
Bosnië en Herzegovina ·
Brazilië ·
Bulgarije ·
China ·
Colombia ·
Costa Rica ·
Cyprus ·
Denemarken ·
DDR ·
Duitsland ·
Egypte ·
Engeland ·
Estland ·
Faeröer ·
Finland ·
Frankrijk ·
Georgië ·
Ghana ·
Gibraltar ·
Grenada ·
Griekenland ·
Guatemala ·
Honduras ·
Hongarije ·
Hongkong ·
Ierland ·
IJsland ·
Israël ·
Italië ·
Jamaica ·
Japan ·
Joegoslavië ·
Jordanië ·
Kameroen ·
Kazachstan ·
Koeweit ·
Kosovo ·
Kroatië ·
Letland ·
Litouwen ·
Luxemburg ·
Malta ·
Marokko ·
Mexico ·
Moldavië ·
Montenegro ·
Nederland ·
Nieuw-Zeeland ·
Nigeria ·
Noord-Ierland ·
Noord-Korea ·
Noord-Macedonië ·
Oekraïne ·
Oman ·
Oostenrijk ·
Panama ·
Paraguay ·
Polen ·
Portugal ·
Qatar ·
Roemenië ·
Rusland ·
Saarland ·
San Marino ·
Saoedi-Arabië ·
Schotland ·
Senegal ·
Servië ·
Servië en Montenegro ·
Singapore ·
Slovenië ·
Slowakije ·
Sovjet-Unie ·
Spanje ·
Thailand ·
Trinidad en Tobago ·
Tsjechië ·
Tsjecho-Slowakije ·
Tunesië ·
Turkije ·
Uruguay ·
Verenigde Arabische Emiraten ·
Verenigde Staten ·
Verenigd Koninkrijk ·
Wales ·
Wit-Rusland ·
Zuid-Afrika ·
Zuid-Korea ·
Zweden ·
Zwitserland
SFV · A-internationals · Selecties · Bondscoaches · Zwitsers vrouwenelftal · Olympisch elftal · Zwitserland U21 · Zwitserland U19 · Zwitserland U18 · Zwitserland U17 · Zwitserland U16 · Vrouwen U17
1905 – 1919 · 
1920 – 1929 · 
1930 – 1939 · 
1940 – 1949 · 
1950 – 1959 · 
1960 – 1969 · 
1970 – 1979 · 
1980 – 1989 · 
1990 – 1999 · 
2000 – 2009 · 
2010 – 2019 · 
2020 – 2029
EK's: 1996 · 
2004 · 
2008 · 
2016 · 
2020 · 
2024
WK's: 1934 · 
1938 · 
1950 · 
1954 · 
1962 · 
1966 · 
1994 · 
2006 · 
2010 · 
2014 · 
2018 · 
2022
OS: 1924 · 
1928 · 
2012
1905 · 
1906 · 1907 · 
1908 · 
1909 · 
1910 · 
1911 · 
1912 · 
1913 · 
1914 · 
1915 · 
1916 · 
1917 · 
1918 · 
1919 · 
1920 · 
1921 · 
1922 · 
1923 · 
1924 · 
1925 · 
1926 · 
1927 · 
1928 · 
1929 · 
1930 · 
1931 · 
1932 · 
1933 · 
1934 · 
1935 · 
1936 · 
1937 · 
1938 · 
1939 · 
1940 · 
1941 · 
1942 · 
1943 · 
1944 · 
1945 · 
1946 · 
1947 · 
1948 · 
1949 · 
1950 · 
1952 ·
1952 · 
1953 · 
1954 · 
1955 · 
1956 · 
1957 · 
1958 · 
1959 · 
1960 · 
1961 · 
1962 · 
1963 · 
1964 · 
1965 · 
1966 · 
1967 · 
1968 · 
1969 · 
1970 · 
1971 · 
1972 · 
1973 · 
1974 · 
1975 · 
1976 · 
1977 ·
1978 · 
1979 · 
1980 · 
1981 · 
1982 · 
1983 · 
1984 · 
1985 · 
1986 · 
1987 · 
1988 · 
1989 · 
1990 ·
1991 · 
1992 · 
1993 · 
1994 ·
1995 · 
1996 · 
1997 · 
1998 · 
1999 · 
2000 · 
2001 · 
2002 · 
2003 · 
2004 · 
2005 · 
2006 · 
2007 · 
2008 · 
2009 · 
2010 · 
2011 · 
2012 · 
2013 ·
2014 ·
2015 ·
2016 ·
2017 ·
2018 ·
2019 ·
2020 ·
2021 ·
2022
Albanië ·
Algerije · 
Andorra · 
Argentinië ·
Australië ·
Azerbeidzjan ·
België ·
Bolivia ·
Bosnië en Herzegovina ·
Brazilië ·
Bulgarije ·
Canada ·
Chili ·
China ·
Colombia ·
Costa Rica ·
Cyprus ·
Denemarken ·
DDR ·
Duitsland ·
Ecuador ·
Egypte ·
Engeland · 
Estland ·
Faeröer ·
Finland ·
Frankrijk ·
Georgië ·
Ghana ·
Gibraltar ·
Griekenland ·
Honduras ·
Hongarije ·
Hongkong ·
Ierland ·
IJsland ·
Israël ·
Italië ·
Ivoorkust ·
Jamaica ·
Japan ·
Joegoslavië ·
Kameroen ·
Kenia ·
Kosovo ·
Kroatië ·
Letland ·
Liechtenstein ·
Litouwen ·
Luxemburg ·
Malta ·
Marokko ·
Mexico ·
Moldavië ·
Montenegro ·
Nederland ·
Nigeria ·
Noord-Ierland ·
Noorwegen ·
Oekraïne ·
Oman ·
Oostenrijk ·
Panama ·
Peru ·
Polen ·
Portugal ·
Qatar ·
Roemenië ·
Rusland ·
Saarland ·
San Marino ·
Schotland ·
Servië ·
Slovenië ·
Slowakije ·
Sovjet-Unie · 
Spanje ·
Togo ·
Tsjechië ·
Tsjecho-Slowakije ·
Tunesië ·
Turkije ·
Uruguay ·
Venezuela ·
VA Emiraten ·
Verenigde Staten ·
Wales ·
Wit-Rusland ·
Zimbabwe ·
Zuid-Korea ·
Zweden
Albanië (2016) ·
Argentinië (2014) ·
Brazilië (2018) ·
Chili (2010) ·
Costa Rica (2018) ·
Ecuador (2014) ·
Frankrijk (2006) ·
Frankrijk (2014) ·
Frankrijk (2016) ·
Frankrijk (2021) ·
Honduras (2010) · 
Honduras (2014) · 
Italië (2021) · 
Oekraïne (2006) ·
Portugal (2008)  · 
Portugal (2022) · 
Roemenië (2016) · 
Servië (2018) ·
Spanje (2010) ·
Spanje (2021) ·
Togo (2006) ·
Tsjechië (2008) ·
Turkije (2008) ·
Turkije (2021) ·
Wales (2021) ·
Zuid-Korea (2006) ·
Zweden (2018)